# Sosylos de Lacédémone
Sosylos de Lacédémone est un historien grec du IIIe siècle av. J.-C.

## Biographie
Sosylos est contemporain d'Hannibal Barca, dont il fut le précepteur, et il le familiarisa aux lettres grecques. Il l'a accompagné durant la deuxième guerre punique.

## Travaux
Seuls des fragments des travaux de Sosylos sont parvenus jusqu'à nous (notamment un papyrus racontant une bataille navale en Espagne vers 208). Il a rédigé un ouvrage historique perdu en sept volumes consacré à Hannibal, les Actes d'Hannibal.
Il est possible que Polybe ait utilisé ses travaux pour ses Histoires.